# 布魯克朗 (新澤西州)
布魯克朗（英語：Brooklawn）是位於美國新澤西州康登縣的自治市鎮。

## 人口
根據2020年美國人口普查的數據，布魯克朗的面積為1.37平方千米，當中陸地面積為1.27平方千米，而水域面積為0.10平方千米。當地共有人口1815人，而人口密度為每平方千米1,325人。